# Věra Příkazská
Věra Příkazská (* 19. května 1931) je česká zpěvačka, interpretka lidových písní. Často vystupuje s různými hudebními soubory působícími v oblasti českého a moravského folklóru jako např. Brněnský rozhlasový orchestr lidových nástrojů nebo Plzeňský lidový soubor. Krátce byla také členkou dívčí vokální skupiny Inkognito kvartet.

## Diskografie
- Škoda lásky – Jindra Střítezská, Věra Příkazská, Marie Sikulová / Kde jsi mé mládí – Josef Zíma – Supraphon 0 44 0588, SP, Dechová hudba Supraphon řídí Jindřich Bauer, 1968 [1]
- Hájo, Hájedlo – Lidové písničky zpívá Věra Příkazská – Panton 04 0363, EP, 1971
- Věra Příkazská zpívá české milostné písně – Plzeňský lidový soubor, Supraphon1117 4133 G, LP, 1987
- Věra Příkazská zpívá lidové písně z Plzeňska, Multisonic, CD, 1995